# Отто Зоммер
Отто Зоммер (нім. Otto Sommer; 22 жовтня 1891, Гайдельберг, Німецька імперія — 18 серпня 1940, Кройдон, Англія) — німецький юрист, політик і офіцер, доктор права (1916), штандартенфюрер СА і оберст люфтваффе.

## Біографія
В 1910 році закінчив середню школу в Гайдельберзі, після чого вивчав право. Учасник Першої світової війни. З кінця 1918 по 1920 рік — виконавчий директор асоціацій роботодавців в Гайдельберзі і Карлсруе. В 1920/25 роках — директор фабрики перових ручок Kaweco в Гайдельберзі. З 1926 року — власник південнонімецького фотографічного товариства Dr. Sommer & Co в Штутгарті.
З 24 квітня 1932 року був депутатом ландтагу Вюртембергу від НСДАП до його розпуску восени 1933 року. В жовтні 1930 року вступив в СА. З листопада 1933 по березень 1936 року — депутат рейхстагу від Вюртембергу. З 1933 року — державний комісар поліції Гайльбронна.
З 1 квітня 1938 по 30 червня 1939 року — командир 3-ї групи 157-ї (з 1 травня 1939 року — 27-ї) бомбардувальної ескадри. Одночасно був командиром авіабази Дельменгорст. 18 серпня 1940 року його Dornier Do 17Z-2 (ідентифікатор F1+HT) з 9-ї ескадрильї 76-ї бомбардувальної ескадри був збитий зенітною артилерією і Зоммер загинув. Похований на цвинтарі Каннок-Чейс.

## Нагороди
- Залізний хрест 2-го і 1-го класу
- Нагрудний знак пілота-спостерігача
- Почесний хрест ветерана війни з мечами